# 羽裂蔓綠絨
羽裂蔓綠絨（学名：Thaumatophyllum bipinnatifidum）又名春羽、裂葉蔓綠絨、肋葉蔓綠絨、羽裂喜林芋、裂葉喜林芋、裂葉喜樹蕉、大天使蔓绿绒，是一種原生于南美洲亞熱帶的多年生半藤本植物，屬於天南星科鵝掌芋屬，以前曾歸類於近緣的蔓綠絨屬（即喜林芋屬）之中。

## 分布
原生于南美洲中部地區，包括玻利維亞東部、巴拉圭、巴西南部及東南部及阿根廷東北部。
中美洲的伯利兹也有歸化種群。

## 名称
本种学名中的种小名是意為“雙羽裂”，因其葉子的形態而得名。

## 形態
本種的莖為直立、半直立、彎曲或匍匐，在基部少量分枝，可高達3.5公尺，直徑為5-13公分，莖會產生不定根，在附生形態下，用於攀附的根較細，用於吸收養份的根較粗；莖節不超過1公分，葉子脫落后會留下目状葉柄痕。
葉子通常是二級羽狀裂，裂片的形態多變，葉面長75- 120公分、寬60-120公分，葉基有寬V型脈。葉子表面光滑深綠色，葉背則較暗淡。葉柄長70-120公分，直徑1-1.7公分。落葉有乳汁。
肉穗花序通常獨生，少有成對出現。花序梗5-10公分長，直徑2-5公分，頂端綠色。佛焰苞16-33公分長，直徑3 -5.5厘米，中部略彭大寬達3-6.5公分，有時有堅硬的邊緣，在花藥處稍收縮，佛焰苞基部半綠色、栗紫色或棕色，外表面為淺綠色或淡黃色，內表面通常為純白色，少數有鮮豔的紫色或玫瑰色。肉穗花序長達15-25公分，基部雌花區段長3-5公分、直徑2-3.3公分，中部可育雄花區段長6-8.5公分、直徑2-2.7公分，上部不育的雄花區段則更長更粗，長6.5-11公分、直徑2-3公分、接近頂點，直徑逐漸增大至2.5-3.7公分。
漿果近圓柱狀，長1.4公分，寬0.7-0.8公分。
- 外綠內白的佛焰苞
- 偶爾有產生鮮豔佛焰苞的植株
- 主干的直立形態
- 匍匐狀的主干
- 二回羽狀裂的葉子
- 基部分枝的直立型主幹，可見有支撐作用的不定根
- 彎曲狀的主干
- 主幹上的眼狀葉柄痕